# Josef Bartůněk
Josef Bartůněk (16. dubna 1906 Bernartice – ?) byl český profesor matematiky.

## Život
Byl absolventem reálky v Písku (1924) a od školního roku 1924–1925 studoval matematiku a fyziku na Přírodovědecké fakultě Karlovy univerzity v Praze. Zkoušky učitelské způsobilosti z těchto předmětů vykonal v roce 1929. V době hospodářské krize vykonával často i neučitelská povolání, působil také na měšťanských školách. Teprve v roce 1936 se mu podařilo získat místo na střední škole v Praze, poté působil v Mladé Boleslavi a nakonec opět v Praze. V roce 1945 se stal ředitelem gymnázia na Vinohradech. Poté přešel na pedagogické gymnázium a nakonec na průmyslovou školu potravinářské technologie. Od roku 1955 zastával funkci ústředního inspektora-metodika pro matematiku a fyziku na středních školách při ministerstvu školství a osvěty.

## Dílo
Byl autorem středoškolských učebnic a člen redakční rady časopisu Fyzika ve škole.